# Infanteriedivisie Köslin
Infanteriedivisie Köslin (Duits: Infanterie-Division Köslin") was een Duitse Infanteriedivisie van het Heer, gestationeerd in Köslin in het Wehrkreis II tijdens de Tweede Wereldoorlog.

## Geschiedenis divisie
Op 20 januari 1945 werd de divisie bij Köslin als Gneisenau-eenheid voor de bezetting van de Pommeren-stelling opgesteld. Hiervoor werden de nabijgelegen regimenten Karnkewitz en Jatzingen (voornamelijk bestaand uit Volkssturm-bataljons), evenals een opleidingseenheden van de Waffen-SS Unterführerschule Lauenburg en overblijfselen van andere eenheden bijeengebracht. De divisie werd later samengesteld uit twee "Köslin" divisieregimenten, elk met twee bataljons en een artilleriebataljon "Köslin", gevormd uit het voormalige artilleriebataljon Grütz(n)er.
In februari 1945 werd de divisie overgebracht naar het front van de Heeresgruppe Weichsel, en omgevormd in de Infanteriedivisie Pommernland. Op 12 maart, na de verdedigingsslag om het bruggenhoofd van Dievenow, waren de meeste voormalige leden van de divisie gedood of krijgsgevangen genomen.

## Commandant
| Rang   | Naam         | Begin           | Eind          | Opmerking |
| ------ | ------------ | --------------- | ------------- | --------- |
| Oberst | Peter Sommer | 20 januari 1945 | Februari 1945 |           |

## Gebieden van operaties
- Pommeren (januari 1945 - februari 1945)[3]

## Samenstelling[5][6][3][2]
- Regiment Krankewitz met twee alarm- en vijf Volkssturm-bataljons
- Regiment Jatzinhen met drie Notfall-bataljons, twee Volkssturm-bataljons en de eenheden van de Waffen-SS-Unterführerschule Lauenburg
- Artillerie-Abteilung Grütz(n)er
- Baupionier-Ersatz- en Ausbildungs-Bataillon 2